# Nicola Ferrara
Nicola Guillermo Ferrara (Chiaromonte, 20 agosto 1910 – ...) è stato un calciatore italiano naturalizzato argentino, di ruolo centrocampista.
Era indicato come Ferrara I per distinguerlo dal fratello Antonio, anch'egli calciatore.

## Carriera
Figlio di emigranti italiani, iniziò in Argentina tra le file del Platense, quindi nel 1933 approdò nella Serie A italiana, ingaggiato dal Livorno; l'anno successivo venne raggiunto dal fratello Antonio. Nel 1936 si ricongiunse con quest'ultimo al Napoli, quindi l'anno seguente si trasferirono entrambi all'Ambrosiana-Inter. A fine gennaio, con la squadra in testa alla classifica, dopo l'esclusione dalla formazione titolare successiva alla sconfitta con la Triestina si rifugiò a Livorno presso il suo ex compagno di squadra Ulisse Uslenghi ritenendosi vittima di una campagna ingiusta; intenzionato a tornare in Argentina, dopo aver cambiato idea tornò a Milano per discutere con il presidente dei nerazzurri. Si ritirò nel 1940 dopo aver giocato con lo Sportivo Acassuso.

## Palmarès

### Club

#### Competizioni nazionali
- Campionato italiano: 1

Ambrosiana-Inter: 1937-1938